# 澤田真里愛
澤田 真里愛（さわだ まりあ、1999年12月2日 - ）は、日本の舞台女優、歌手、声優。東京都出身。久保プロモーション所属。

## 略歴
国立音楽大学附属中学校、東京音楽大学付属高等学校二年次、日出高等学校、洗足学園音楽大学声楽コース卒業。
2010年、丸美屋食品ミュージカル『アニー』に子役として主演・アニー役に合格。以後、ミュージカルや舞台で活躍するようになる。
2013年、月影妃菜喜とのユニット「うたたねこ歌劇団」を結成し、陽光真理愛名義で活動を開始。
2021年8月31日、ソニー・ミュージックアーティスツを退所。同年9月28日、久保プロモーションに所属。
5歳から10歳までの間にクラシックバレエを習っていた。

## 人物
特技は1人デュエット、コードでの弾き語り、即興ハモリ、物真似、アボカドのカットをそれぞれ挙げている。
趣味はカラオケ、声帯の開発、YouTube、夜中にイカの刺身を食べることをそれぞれ挙げている。

## 出演
太字はメインキャラクター。

### 舞台・ミュージカル
- 丸美屋食品ミュージカル「アニー」（2010年4月24日 - 5月9日、青山劇場） - 主演・アニー 役[10]
- 音楽劇「赤毛のアン」（2016年10月21日 - 23日・2017年11月17日 - 19日、東京国際フォーラム）[11][12] - 主演・少女アン 役
- 朝倉薫プロデュース「タイラー×2」（2017年2月22日 - 26日、シアターサンモール）[13] - ヒロイン・アザリン 役
- オペラ「ひかりのゆりかご 〜熊になった男〜」（2017年7月7日、めぐろパーシモンホール）[14] - ソリスト・可奈子 役
- GIRLS PRISON OPERA〜ガールズ プリズン オペラ〜（2017年8月23日 - 27日、ワーサルシアター）[15] - 主演・樋渡那々 役（Bチーム）[16]
- ピューロランド内フェアリーランドシアター「赤毛のアン」（2017年8月5日・6日、フェアリーランドシアター）[17] - プリシー 役
- 進戯団 夢命クラシックス×07th Expansion「ROSE GUNS DAYS」（2017年12月6日 - 10日、ラゾーナ川崎プラザソル / 2018年12月28日 - 31日、シアターサンモール）[18][19] - ヒロイン・ラプンツェル 役
- 環境ミュージカル「Our Blue Planet」（2017年10月、ニューヨーク日本クラブ / 在カナダ日本国大使館）[20]
- ドラマデザイン社公演「ゲートシティーの恋」（2018年1月24日 - 28日、劇場HOPE）[21] - 主演・成宮輝人 役
- LIVEDOGプロデュース「天満月のネコ」（2018年4月21日 - 29日、新宿村LIVE）[22] - ヒロイン・ミヅキ 役（チームMOON）
- LIVE DOG GIRLS「エデンの空に降りゆく星唄」（2018年8月4日 - 12日、新宿村LIVE）[23] - 雨宮弥紗 役（チームEDEN）
- ガールズハイパーミュージカル「タイラー△」（2018年9月19日 - 23日、築地ブディストホール）[24] - 主演・タイラー 役（TERRA組）
- ASSH Annex #2「帝都探偵奇譚ジゴマ」（2018年10月24日 - 29日、シアターKASSAI）[25] - 安藤絢子 役
- “STRAYDOG”Produce「嫌われ松子の一生」（2019年2月7日 - 11日、シアターグリーン BIG TREE THEATER）
- 殉血のサルコファガス（2019年5月15日 - 20日、新宿シアターモリエール）[26] - ルミナ 役（チームL）
- 『シュレック・ザ・ミュージカル』トライアウト公演（2022年8月15日 - 28日、東京建物 Brillia HALL） - 3匹のこぶた 役[27]
- ミュージカル「クリスマスキャロル2023」（2023年12月7日 - 13日、東京キネマ倶楽部） - 天使ラファエル 役
- ミュージカル「ジェイミー」（2025年7月 - 8月、東京建物 Brillia HALL 他） - ファティマ 役[28]

### テレビドラマ
- ハガネの女 season2（2011年、テレビ朝日） - 二宮敦子 役

### テレビアニメ
- ミュークルドリーミー（2020年 - 2022年、角本スズ子、角本スズ音、角本スズ芽、角本小スズ） - 2シリーズ[一覧 1]

### ゲーム
- BATON＝RELAY（2020年、白川琴音[29]）

### ウェブラジオ
- SMA VOICE RADIO RELAY「Girls side」 第10 - 12回（2020年11月24日 - 12月21日、SMA VOICE）[30]

## ディスコグラフィ
- 舞台『金魚花火』主題歌・挿入歌（2018年）
- 『キコニアのなく頃に』オープニングテーマ（2019年）[31]
- 舞台「ありのままに生きろ。今」挿入歌『柊の花』（2019年）
- 『ミュークルドリーミー』（2020年）
  - オープニングテーマ「ミライくるくるユメくるる!」[32]
  - エンディングテーマ「トキメキコレクター」[32]

### うたたねこ歌劇団
- 恋の12歳（2014年）[6]
  - OVA『12歳。』主題歌
- パンパカパン（2014年）[6]

### キャラクターソング
| 発売日        | タイトル                         | 歌                  | 楽曲                                     | 備考                        |
| ------------- | -------------------------------- | ------------------- | ---------------------------------------- | --------------------------- |
| 2020年6月17日 | Start me up/かけだしのモノローグ | BATON=RELAY Project | 「Start me up」 「かけだしのモノローグ」 | ゲーム『BATON=RELAY』関連曲 |
| 2020年6月17日 | Start me up/かけだしのモノローグ | Canaria             | 「金糸雀」                               | ゲーム『BATON=RELAY』関連曲 |
| 2020年6月17日 | ミライ=バトン                    | BATON=RELAY Project | 「ミライ=バトン」                        | ゲーム『BATON=RELAY』関連曲 |
| 2020年6月17日 | ミライ=バトン                    | Canaria             | 「TADAIMA」                              | ゲーム『BATON=RELAY』関連曲 |
| 2020年6月17日 | ミライ=バトン                    | カルトカルテット    | 「君は君だ」                             | ゲーム『BATON=RELAY』関連曲 |

### シリーズ一覧
1. ↑  第1期（2020年 - 2021年）、第2期『みっくす！』（2021年 - 2022年）

### ユニットメンバー
1. 1 2  桜美聡（白花恋香）、日向葉澄（矢野妃菜喜）、小見川薫（白河みずな）、神宮凜々花（星希成奏）、五条咲（たけだまりこ）、高橋京子（ペイトン尚未）、千歳つくし（小坂澄）、椛坂冬華（石飛恵里花）、白川琴音（澤田真里愛）、広瀬晶（水野朔）、新瑞なお（潮先夏海）、神崎千里（橘一花）、戸田有理（鳴海夏音）、村山萌（日原あゆみ）、天神茉莉（美久月楓）、瀬戸ひなの（春咲暖）
2. 1 2  白川琴音（澤田真里愛）、広瀬晶（水野朔）、新瑞なお（潮先夏海）、神崎千里（橘一花）
3. ↑  桜美聡（白花恋香）、五条咲（たけだまりこ）、白川琴音（澤田真里愛）、戸田有理（鳴海夏音）